# Teije ten Den
Teije ten Den (Utrecht, 29 april 1993) is een Nederlands voetballer die bij voorkeur als aanvaller speelt.

## Carrière
Ten Den begon zijn carrière als voetballer op zijn vijfde bij de amateurs van Rohda Raalte waar hij in 2011 bij het eerste team kwam. In juli 2012 nam Go Ahead Eagles hem over. Ten Den debuteerde op 29 augustus 2014 in de met 1-0 gewonnen thuiswedstrijd tegen Willem II waar hij in de eindfase werd ingebracht voor Marnix Kolder. Op 20 september 2014 maakt hij zijn eerste doelpunt in het betaalde voetbal. Tegen ADO Den Haag kopte hij in de 60e minuut de bal via het hoofd van Timothy Derijck achter keeper Martin Hansen. Zijn eerste basisplaats had Ten Den op 24 september 2014, in de met 2-0 gewonnen bekerwedstrijd tegen Feyenoord. In februari 2015 werd hij voor een half seizoen verhuurd aan FC Oss. In 2016 werd Ten Den verhuurd aan Helmond Sport voor een jaar.
Op 18 juni 2017 tekende hij een contract tot medio 2019 bij FC Volendam, dat hem overnam van Go Ahead Eagles. Op 31 januari 2019 werd zijn contract ontbonden. Hij vervolgde zijn loopbaan in Spanje bij CD Guijuelo dat uitkomt in de Segunda División B. In augustus 2019 ging hij naar CE L'Hospitalet in de Tercera División. In het seizoen 2020/21 kwam hij uit voor Kozakken Boys in de Tweede divisie. Vanaf medio 2021 speelde Ten Den voor reeksgenoot De Treffers.
Op 25 maart 2023 keerde Ten Den terug bij zijn oude club Rohda Raalte, nadat hij een baan had gevonden en naar Deventer was verhuisd.

### Statistieken in het profvoetbal
| Seizoen                        | Club            | Land            | Competitie         | Competitie | Competitie | Beker | Beker | Internationaal | Internationaal | Overig | Overig | Totaal | Totaal |
| Seizoen                        | Club            | Land            | Competitie         | Wed.       | Dlp.       | Wed.  | Dlp.  | Wed.           | Dlp.           | Wed.   | Dlp.   | Wed.   | Dlp.   |
| ------------------------------ | --------------- | --------------- | ------------------ | ---------- | ---------- | ----- | ----- | -------------- | -------------- | ------ | ------ | ------ | ------ |
| 2013/14                        | Go Ahead Eagles | Nederland       | Eredivisie         | 0          | 0          | 0     | 0     | –              | –              | –      | –      | 0      | 0      |
| 2014/15                        | Go Ahead Eagles | Nederland       | Eredivisie         | 8          | 0          | 2     | 0     | –              | –              | –      | –      | 10     | 0      |
| 2014/15                        | → FC Oss        | Nederland       | Eerste divisie     | 11         | 1          | 0     | 0     | –              | –              | 2      | 0      | 13     | 1      |
| 2015/16                        | Go Ahead Eagles | Nederland       | Eerste divisie     | 21         | 5          | 2     | 0     | 2              | 0              | 4      | 0      | 29     | 5      |
| 2016/17                        | Go Ahead Eagles | Nederland       | Eredivisie         | 1          | 0          | 0     | 0     | 0              | 0              | 0      | 0      | 1      | 0      |
| 2016/17                        | → Helmond Sport | Nederland       | Eerste divisie     | 33         | 10         | 1     | 0     | -              | -              | 4      | 2      | 38     | 12     |
| 2017/18                        | FC Volendam     | Nederland       | Eerste divisie     | 29         | 5          | 2     | 1     | -              | -              | 0      | 0      | 31     | 6      |
| 2018/19                        | FC Volendam     | Nederland       | Eerste divisie     | 20         | 2          | 1     | 0     | -              | -              | 0      | 0      | 21     | 2      |
| 2018/19                        | CD Guijuelo     | Spanje          | Segunda División B | 11         | 0          | 0     | 0     | -              | -              | 0      | 0      | 11     | 0      |
| 2019/20                        | CE L'Hospitalet | Spanje          | Tercera División   | 9          | 0          | 2     | 0     | -              | -              | 0      | 0      | 11     | 0      |
| Carrière totaal                | Carrière totaal | Carrière totaal | Carrière totaal    | 143        | 23         | 10    | 1     | 2              | 0              | 10     | 2      | 165    | 26     |
| Bijgewerkt op 22 november 2023 |                 |                 |                    |            |            |       |       |                |                |        |        |        |        |